# Henotesia benedicta
Henotesia benedicta är en fjärilsart som beskrevs av Renaud Maurice Adrien Paulian 1951. Henotesia benedicta ingår i släktet Henotesia och familjen praktfjärilar. Inga underarter finns listade i Catalogue of Life.